# 法蘭克·卡利
法蘭西斯可·保洛·奧古斯托·卡利（義大利語：Francesco Paolo Augusto Calì，1965年3月26日—2019年3月13日），暱稱法蘭克·卡利（英語：Frank Cali），綽號「法蘭基小子」（Franky Boy），是一名美國黑幫，以及甘比諾犯罪家族的代理老大。執法部門認為卡利是甘比諾的「西西里黑幫大使」，並將他與帕勒莫的因澤里洛黑手黨大家族聯繫起來。根據美國助理檢察官Joseph Lipton所說，「卡利被意大利的有組織犯罪成員視為一個有影響力和有權力的人。」卡利於2019年3月13日在史泰登島的家外被槍殺。在他死時，一些媒體組織稱他為甘比諾犯罪家族「出名」的代理老大。

## 早年
法蘭克·卡利於1965年3月26日出生在美國的紐約市，父母是Augusto Cesare Calì和Agata Scimeca，兩人都是西西里島帕勒莫的當地人。他的父親在帕勒莫經營一間家居用品商店，還有在布魯克林的本森赫斯特經營一間影視店。他在美國有清白的警察記錄，儘管他在披薩店販毒案的調查中被提及到，當時警察發現他是與西西里黑手黨首領Gaetano Badalamenti結盟的Domenico Adamita的搭檔。
法蘭克·卡利是西西里黑幫約翰·甘比諾的侄子，與薩瓦托·因澤里洛領導的強大西西里黑手黨家族有密切的關係。卡利也是博納諾犯罪家族黑幫Giovanni Bonventre和Vito Bonventre的外甥。
年輕時，卡利與甘比諾黑幫Jackie D'Amico關係密切，D'Amico是甘比諾老大約翰·高蒂的中尉，高蒂在布魯克林的第18大道上操縱一群手下。1997年1月，聯邦調查局（FBI）向意大利當局報告說，卡利已經被「合併」到甘比諾家族。當D'Amico成為代理老大時，卡利被晉升為代理角頭（acting capo）。卡利在布魯克林經營了幾間進出口公司，包括位於布魯克林漢密爾頓堡的馬戲團水果批發公司（Circus Fruits Wholesale）。

## 西西里島黑手黨聯繫
卡利也與西西里島黑手黨保持著聯繫。他與Rosaria Inzerillo結婚，後者是Pietro Inzerillo的姐妹，也是甘比諾助手Frank Inzerillo的親戚，Frank Inzerillo是因澤里洛黑手黨大家族的成員。
在1980年代早期，在第二次黑手黨戰爭中輸給了萨尔瓦托雷·里纳的Corleonesi黑手黨大家族後，因澤里洛家族被迫逃離西西里島。根據意大利當局說，卡利和年老的帕勒莫老大Filippo Casamento支持因澤里洛返回帕勒莫。
根據意大利Polizia di Stato（州警察）說，卡利也是西西里黑手黨（Cosa Nostra）的成員。他是西西里黑手黨成員的聯繫人，成員會前往紐約與他見面、做生意，並向他更新有關西西里的事務。在2003年的一次出國後，西西里黑幫Gianni Nicchi向他的老大Antonio Rotolo透露「他是我們的朋友，而且他就是那裡的一切」。Nicchi被人所熟知是其中一名卡利的「榮譽之男人」（men of honor），他在帕勒莫和美國之間來回奔波進行販毒活動。Nicchi最終定居在佛羅里達州的戴通納海灘，他在那裡僱用高中學生為運毒販而聞名。

## 逮捕與入獄
2003年初，卡利和同伴頭子Leonard "Lenny" DiMaria開始向Joseph Vollaro勒索「黑幫稅」，Joseph Vollaro是一間貨運和承包公司的老闆，該公司參與過在史泰登島上建造一條全國運動汽車競賽協會（NASCAR）賽車公路。Vollaro最終被迫支付成千上萬的美元作為對D'Amico和甘比諾老大尼古拉斯·科羅茲佐的敬意。2004年，Vollaro為了避免可卡因定罪而監禁，便開始與聯邦政府當局合作，成了一名線人。四年後，Vollaro的臥底工作引發了一場大規模起訴。
2008年2月8日，卡利和其他61名紐約黑手黨的合夥人被捕，並被指控犯有聯邦敲詐勒索罪，作為舊橋行動的一部分。舊橋行動終結了西西里黑手黨和甘比諾家族之間的販毒活動。檢察官聲稱，卡利擔任甘比諾的「西西里黑幫大使」，並擔任D'Amico與西西里聯繫因澤里洛家族的聯絡人。卡利被指控與D'Amico和DiMaria一起犯有敲詐、勒索和密謀罪。
2008年6月4日，卡利承認密謀策劃從Vollaro勒索金錢的罪名。卡利被關押在紐約的布魯克林大都會拘留中心。10個月後，即2009年4月6日，他被釋放出獄。
根據布魯克林聯邦法院所提交的法庭文件，大約2009年，卡利的叔叔約翰·甘比諾被提拔為家族的執政小組。美國司法部要求卡利避開與甘比諾的所有聯繫，除了卡利的緩刑官事先批准的婚禮或節日慶祝活動之外。

## 小老闆
2012年10月，卡利被紐約犯罪記者傑里·卡佩奇確認是甘比諾犯罪家族的新小老闆。布魯克林聯邦檢察官也曾將他稱為小老闆。卡佩奇之前已經確認了與卡利一樣的西西里幫派成員Domenico Cefalù為該集團的現任老大。儘管他的地位仍然不清楚，但兩人的晉升都是在約翰·甘比諾在家族中任職街頭老大的時期進行的，這表明了西西里集團在近年來一直佔據支配地位。2013年7月，據報導說卡利拒絕了擔當該家族老大的職位。

## 代理老大
2015年8月，《每日新聞》報導稱卡利已接任為甘比諾家族的代理老大。2018年9月29日的一份報告指出，卡利「給家族注入了『拉鏈人』（來自故國的黑幫），並且擴大了海洛因和奧斯康定（OxyContin）的業務」。報道引用意大利一名黑幫份子的話說，卡利「是那邊（紐約）的一切」。在2019年3月，調查卡利死亡的警察證實他是甘比諾犯罪家族的「代理老大」。

## 逝世
卡利於2019年3月13日大約晚上9點20分，在他的家門前被槍擊後送往史泰登島大學醫院，證實死亡，享年53歲。六天後，他被埋葬在史泰登島新多普的摩拉維亞公墓。這是自1985年保羅·卡斯特蘭諾被暗殺後，紐約犯罪老大的第一樁被謀殺的案件，卡斯特蘭諾也是甘比諾家族的老大。監視錄像顯示一輛輕型貨車撞上卡利停放的凱迪拉克車，隨後司機和卡利之間發生爭執，然後開槍。卡利試圖用他的車當作盾牌來躲避殺手。他被殺手用9mm手槍的子彈擊中了十次。
3月16日，一名24歲嫌疑犯Anthony Comello在新澤西州的布里克鎮被紐約市警察局和美國法警逮捕，在史泰登島面臨謀殺指控。當局認為該犯罪可能是與私人糾紛有關，而不是有組織犯罪活動。4月3日，Comello被起訴並在一個未公開的紐約市懲教所裡受保護性監禁。5月10日，Comello表示不認罪。一份新聞報導引用了未透露名字的黑幫專家的話說，Comello「幾乎肯定會被追殺」。Comello已經發短信說他的「家人已被標記」。
2019年7月，Comello的辯護律師說，Comello著迷於匿名者Q陰謀論，相信卡利是「深層政府」的成員。Comello堅信「他正在享受美國總統特朗普本人的保護」，給卡利戴上手銬並以公民逮捕他，正如Comello在幾個月前曾試圖對付紐約市市長比爾·白思豪。《紐約時報》報導說，在第一次出庭時，Comello「展示了用筆在手上潦草地畫出與匿名者Q相關的符號和詞組」。辯護律師正試圖證明Comello「因精神缺陷而無罪」。2019年12月，Comello拒絕接受心理狀態測驗，並被法官警告說，他的拒絕可能會損害他使用精神障礙辯護的權利，法官還否認打壓Comello最初口供的動議。
2020年6月，Comello被認定在精神上不適合接受審判。

## 外部連結
- Cosa Nostra-Lcn Connections: The Documents from Palermo Antimafia （页面存档备份，存于）, La Repubblica, February 7, 2008